# 호브로 IK
호브로 IK(Hobro IK)는 덴마크에 위치한 호브로를 연고로 하는 축구팀이다. 이 팀은 1913년에 창단하였다.

## 선수 명단

### 현역
참고: FIFA 자격 규정에 따라 소속된 국가대표팀 국기를 표시합니다. 선수는 복수의 FIFA 비회원국 국적을 가지고 있을 수 있습니다.
| 번호 | 포지션 | 국적         | 이름              |
| ---- | ------ | ------------ | ----------------- |
| 19   | FW     | 가나         | 리치몬드 쟘피     |
| 20   | FW     | 부르키나파소 | 무바라크 콩파오레 |

| 번호 | 포지션 | 국적 | 이름          |
| ---- | ------ | ---- | ------------- |
| 27   | DF     |      | 루카스 클리텐 |